# هنتر (موسيقي)
هنتر (بالإنجليزية: Hunter)‏ هو موسيقي أسترالي، ولد في 1 أكتوبر 1975، وتوفي في 20 أكتوبر 2011 بسبب سرطان البنكرياس.

## وصلات خارجية
- هنتر على موقع ميوزك برينز (الإنجليزية)
- هنتر على موقع ديسكوغز (الإنجليزية)